# Faramea brachyloba
Faramea brachyloba är en måreväxtart som beskrevs av Johannes Müller Argoviensis. Faramea brachyloba ingår i släktet Faramea och familjen måreväxter. Inga underarter finns listade i Catalogue of Life.